# Arturo Vidal
Arturo Erasmo Vidal Pardo (* 22. května 1987 Santiago) je chilský profesionální fotbalista, který hraje na pozici středního záložníka za chilský klub Colo-Colo. Mezi lety 2007 a 2023 odehrál také 142 utkání v dresu chilské reprezentace, v nichž vstřelil 34 branek. Dvakrát se s národním týmem účastnil mistrovství světa (2010 a 2014) a dvakrát vyhrál Copa América (2015, 2016).

## Klubová kariéra

### Colo-Colo
Na počátku své profesionální kariéry hrál za chilský tým Colo-Colo, debutoval v 18 letech.

### Bayer Leverkusen
V létě 2007 přestoupil do německého Bayeru Leverkusen za rekordních 11 milionů dolarů a stal se tak nejdražším chilským fotbalistou. Překonal přestup Matíase Fernándeze za 9 milionů dolarů do španělského Villarrealu. Leverkusen sledoval Arturův rozvoj a neunikly mu ani jeho kvalitní výkony na Mistrovství světa U20 v roce 2007. Tehdejší sportovní ředitel Bayeru Rudi Völler odcestoval do Chile dojednat přestup. Za německý klub odehrál Arturo celkem 117 zápasů v Bundeslize a vstřelil 15 branek.

### Juventus
Po solidní sezóně 2010/11 byl Arturo spojován s přestupem do několika klubů včetně špičkového německého Bayernu Mnichov. 22. července 2011 prošel zdravotní prohlídkou a podepsal smlouvu s italským velkoklubem Juventus Turín za 10,5 milionu eur. V Itálii podepsal pětiletý kontrakt. Juventus zároveň pustil na hostování do tureckého klubu Galatasaray SK brazilského záložníka Felipe Mela. V Serii A debutoval v úvodním zápase sezóny 2011/12 11. září 2011 proti AC Parma, v 67. minutě se dostal na hrací plochu a v 74. vstřelil gól. Juventus vyhrál přesvědčivě 4:1 a nakročil za ziskem scudetta (italského ligového titulu).
Ve 33. kole Serie A sezóny 2012/13 20. dubna 2013 rozhodl svým gólem z pokutového kopu o výhře 1:0 nad AC Milan. Juventus se tímto přiblížil zisku mistrovského titulu.

### Bayern Mnichov
V červenci 2015 přestoupil do německého klubu Bayern Mnichov jako náhrada za Bastiana Schweinsteigera, kde podepsal čtyřletý kontrakt. Za tento německý velkoklub Arturo odehrál celkově 196 zápasů, ve kterých nastřílel 29 gólů a na dalších 30 přihrál.

### FC Barcelona
Roku 2018 se během letního přestupového období stal posilou Barcelony, kde nahradil do Číny odcházejícího Paulinha. Podle médií zaplatila Barcelona za Vidala 19 milionů eur (v přepočtu 486 milionů korun). Hráč podepsal kontrakt na tři roky.
Poprvé se ve dresu Barcelony ukázal 12. srpna 2018 ve španělském Superpoháru proti FC Sevilla. Trenér Ernesto Valverde jej poslal na hřiště v 86. minutě, Barcelona nakonec vyhrála 2:1. V závěru října 2018 si zahrál v El Clásicu proti Realu Madrid jako střídající hráč a v 87. minutě zpečetil vysokou výhru 5:1 nad madridským rivalem několik minut po příchodu na trávník. V listopadu proti Betisu Sevilla jej trenér Valverde vyslal do druhého poločasu místo Arthura, poté co prostupná záložní řada dovolila soupeři dvakrát skórovat. Vidal v 79. minutě snížil na 2:3 a v nastaveném čase nahrál na gól Messiho, Barcelona přesto podlehla na domácím hřišti 3:4.v Katalánský celek si v sezóně 2018/19 dokráčel pro mistrovský titul a s Camp Nou se na konci sezóny rozloučil výhrou 2:0 nad Getafe. Skóre otevřel v prvním poločase Vidal, v závěru si hosté dali vlastní gól.
V prosinci 2019 se ve španělském tisku (deník ABC) objevila informace, že Arturo Vidal zažaloval vlastní klub kvůli údajným nevyplaceným bonusům, což vedlo ke spekulacím, že se tímto krokem snaží vynutit přestup do Interu Milán.

### Inter Milán
V roce 2020 se vrátil do Serie A a podepsal smlouvu s Interem Milán, se kterým během dvou sezón získal další titul v Serii A a Coppa Italia. 11. července 2022 byla Vidalova smlouva s Interem po vzájemné dohodě ukončena.

### Flamengo
Dne 14. července 2022 se Vidal vrátil do Jižní Ameriky a posílil brazilské Flamengo. Dne 13. července 2023 byla Vidalova smlouva s Flamengem po vzájemné dohodě ukončena.

### Paranaense
Dne 14. července 2023 podepsal Vidal půlroční smlouvu s jiným brazilským celkem, a to s CA Paranaense. V září si Vidal vážně poranil koleno a musel na operaci. Sezona pro něj tak předčasně skončila a v dresu Paranaense si už nezahrál.

### Návrat do Colo-Colo
V lednu 2024 se Vidal vrátil do mateřského chilského klubu Colo-Colo, odkud před necelými sedmnácti lety vykročil do Evropy.

## Reprezentační kariéra
Zúčastnil se Mistrovství světa hráčů do 20 let 2007 konaného v Kanadě, kde Chile získalo bronzové medaile. Vidal vstřelil jeden gól v základní skupině proti Kongu (výhra 3:0) a jednou brankou rozhodl osmifinále proti Portugalsku (výhra 1:0).
Na konci května 2021 u něj byla potvrzena nákaza nemocí covid-19, kvůli níž musel vynechat utkání kvalifikace MS 2022 proti Argentině a Bolívii. Od zbytku národního týmu byl oddělen ještě před pozitivním testem kvůli těžké angíně, poté skončil v nemocnici.

### A-mužstvo
V národním A-týmu Vidal debutoval 7. února 2007 v zápase proti domácí reprezentaci Venezuely, kde se dostal na hřiště v samotném závěru zápasu. Tým Chile zvítězil 1:0.
Trenér Chile Marcelo Bielsa jej vzal na Mistrovství světa 2010 v Jihoafrické republice, kde si Vidal zahrál ve všech čtyřech zápasech (postupně v základní skupině H výhra 1:0 nad Hondurasem, 1:0 nad Švýcarskem, prohra 1:2 se Španělskem a v osmifinále prohra 0:3 s Brazílií).
Zúčastnil se Mistrovství světa 2014 v Brazílii, kde chilský národní tým vypadl po vyrovnané bitvě v osmifinále s Brazílií v penaltovém rozstřelu.
S chilskou reprezentací vyhrál jihoamerické mistrovství Copa América 2015, což znamenalo historicky první titul pro Chile.

## Úspěchy
Aktuální ke květnu 2020
Zdroje:

### Klubové

#### Colo-Colo
- 3× vítěz Primera División (Apertura 2006, Clausura 2006, Apertura 2007)
- finalista Copa Sudamericana (2006)

#### Bayer Leverkusen
- finalista DFB-Pokalu (2008/09)

#### Juventus Turín
- 5× vítěz Serie A (2011/12, 2012/13, 2013/14, 2014/15, 2020/2021)
- 1× vítěz Coppa Italia (2014/15)
- 2× vítěz Supercoppa italiana (2012, 2013)
- finalista Ligy mistrů UEFA (2014/15)

#### Bayern Mnichov
- 3× vítěz 1. Bundesligy (2015/16, 2016/17, 2017/18)
- 1× vítěz německého poháru (2015/16)
- 2× vítěz německého Superpoháru (2016, 2017)

#### FC Barcelona
- 1× vítěz La Ligy (2018/19)
- 1× vítěz Supercopa de España (2018)

### Reprezentační
- 1. místo na Copa América 2015 & Copa América 2016
- 3. místo na MS U20 (2007)

### Individuální
- Tým roku Serie A – 2012/13,[28] 2013/14[29]
- Nejlepší jedenáctka podle ESM – 2013/14[30]